# Lady Coast
『Lady Coast』（レディ・コースト）は、髙橋真梨子の18枚目のスタジオ・アルバム。1992年8月26日にInvitationよりリリースされた。

## 概要
前作『Sweet Journey』より11ヶ月ぶりとなるアルバム。
2022年7月現在、髙橋真梨子のアルバム全体で3番目、オリジナル・アルバムでは最も売れたアルバム。

## 制作
本作は筒美京平、松本隆、阿木燿子、来生えつこ、来生たかお、尾崎亜美、鈴木雅之、玉置浩二、久保田利伸より楽曲提供されている。

## 収録曲
1. はがゆい唇
作詞：阿木燿子、作曲：羽田一郎、編曲：岩本正樹
18thシングル。
TBSテレビ系テレビドラマ「眠れない夜をかぞえて」主題歌
2. 美しき戯れ
作詞：工藤哲雄、作曲：久保田利伸、編曲：林有三
3. それでもあなたがいるだけで
作詞：鮎川めぐみ、作曲：筒美京平、編曲：萩田光男
19thシングル「とまどい小夜曲(セレナーデ)」カップリング
4. 夕暮れにルージュ
作詞：髙橋真梨子、作曲：鈴木雅之、編曲：岩本正樹
20thシングル「貴方が生きたLove Song」カップリング
5. テンダネス
作詞：髙橋真梨子、作曲：水島康宏、編曲：奥慶一
白鶴CMソング
6. とまどい小夜曲(セレナーデ)
作詞：松本隆、作曲：筒美京平、編曲：萩田光男
19thシングル。TBSテレビ系「噂の!東京マガジン」エンディングテーマ
7. CHESS
作詞・作曲：尾崎亜美、編曲：岩本正樹
8. 〜LOVERS BELL〜 心のささやき
作詞：大津あきら、作曲：桑村達人、編曲：林有三
18thシングル「はがゆい唇」カップリング。
NTT「LOVERS BELLキャンペーン」CMソング
9. 水の吐息
作詞：来生えつこ、作曲：来生たかお、編曲：林有三
10. 貴方が生きたLove Song
作詞：髙橋真梨子、作曲：玉置浩二、編曲：林有三
20thシングル。TBS系「ムーブ」エンディングテーマ。
作曲の玉置浩二がゲストボーカルとしても参加

## 参加ミュージシャン
- ヘンリー広瀬（プロデュース）
- 岩本正樹（編曲・キーボード）
- 萩田光男（編曲）
- 林有三（編曲・キーボード）
- 奥慶一（編曲・キーボード）
- 青木智仁（ギター）
- 古川望（ギター）
- 高水健司（ベース）
- 松下誠（ギター）
- 雨水英司（ベース）
- エルトン永田（キーボード）
- 笛吹利明（ギター）
- 竹野昌邦（テナー・サックス）
- 菅坂雅彦（トランペット）
- 角田順（ギター）
- 富倉安生（ベース）
- 村田陽一（トロンボーン）
- 加藤ジョー・グループ（ストリングス）
- 国友孝純（マニピュレート）
- 藤本幸義（マニピュレート）
- 鳥山敬治（マニピュレート）
- 斉藤仁（マニピュレート）
- 国分友里恵（コーラス）
- 比山貴咏史（コーラス）
- 高尾直樹（コーラス）